# 95 тезисов
95 те́зисов, также «Диспут доктора Мартина Лютера, касающийся покаяния и индульгенций» — документ, написанный Мартином Лютером с изложением критики богословия католицизма, в котором утверждал, что господствующая религиозная доктрина губит христианство.
От этого документа формально отсчитывается начало Реформации и история протестантизма (хотя ранее существовали учения Уиклифа в Англии, гуситов в Чехии, вальденсов и др.). Основной мотив и идея написания «Девяноста пяти тезисов» — критика практики индульгенций и эксклюзивных прав папы римского прощать грехи, а также утверждение Священного Писания как единственного авторитета в жизни христианской Церкви.
До XX века считалось фактом, что тезисы были вывешены Лютером 31 октября 1517 года на двери Замковой церкви в Виттенберге (административном центре княжества Саксония), однако это было оспорено Эрвином Изерло.

## Предыстория
Папа Лев X ввёл практику индульгенций 18 октября 1517 года в целях покрытия расходов на строительство собора святого Петра в Риме. Недовольство политикой Рима и практикой индульгенций наблюдалось и раньше, но доктор теологии и монах-августинианец Мартин Лютер затронул теологический аспект этой практики, который лёг на благодатную почву. 

## Содержание
В целом, «95 тезисов» доктора Мартина Лютера показывают, что он ещё отождествляет себя с католицизмом, выступает как поборник очищения веры от искажений и защитник папы римского от ложных исполнителей его повелений.
В первых семи тезисах Лютер утверждает, что покаяние, к которому призывает Иисус Христос, не ограничивается таинством покаяния и отпущения, поскольку оно длится всю жизнь христианина и заканчивается только со вхождением в Царствие Небесное (4-й тезис). Папа римский хочет и может прощать только те наказания, которые он наложил на человека либо своей властью, либо по церковному праву. Прощать грехи папа римский может, подтверждая это именем Бога (6-й тезис). Вместе с тем Лютер утверждает, что покорность священнику (который в его представлении — наместник Бога) — это условие прощения: «Никому Бог не прощает греха, не заставив в то же время покориться во всём священнику, Своему наместнику» (7-й тезис). Скептически Лютер относится и к уверенности человека в истинности своего покаяния и получении полного прощения (13-й тезис).
Лютер признаёт в папе римском действие Духа Святого (9-й тезис) и его заступничество за умерших (26-й тезис). Через папу римского людям подаются Евангелие, «силы чудодейственные, дары исцелений» (78-й тезис). Основатель протестантизма призывает не пренебрегать папским прощением и участием (38-й тезис). Лютер оправдывает папу римского, считая, что нарушения исходят от священников и епископов, которые неправильно исполняют повеления папы римского (50, 51, 53, 55, 71—73 тезисы). В 81-м тезисе он сетует на то, что учёным мужам нелегко приходится в деле защиты папы римского от нападок по вине неправильно учащих епископов, священников и богословов. В целом, Лютер пытается отделить свою критику злоупотреблений от критики в адрес папы римского: «Кто говорит против истины папских отпущений — да будет тот предан анафеме и проклят. Но кто стоит на страже против разнузданной и наглой речи проповедника — да будет тот благословен» (71, 72 тезисы).

### Чистилище
Лютер критикует ложные, по его мнению, суждения о Чистилище. Само Чистилище он ещё безусловно признаёт за истину (тезисы 16, 22, 25, 26, 29 и др.). Лютер пишет, что страх, ужас и отчаяние умирающего представляют собой то же, что и муки загробного Чистилища (15-й тезис). Лютер рассуждает о том, что испытывают души в Чистилище (17—19-й тезисы). В тезисах 21—52 Лютер в целом выступает против индульгенций, хотя признаёт их за малое благо (55-й тезис), сетует, что так мало людей «по правилам покупают индульгенции» (31-й тезис). Индульгенции действуют только в случае нарушения внутрицерковных правил (34-й тезис), спасение связано не с ними. Лишь произволение Бога ведает спасением (28-й тезис — основа монергизма). Цель индульгенций обретается не покупкой отпустительной грамоты, а искренним раскаянием и «всецелым умерщвлением плоти» до самой смерти (3-й тезис).

### Индульгенции
В тезисах 55—66 Лютер утверждает приоритет Евангелия (verbum dei) над индульгенциями (55-й тезис). «Истинное сокровище Церкви, — пишет он в 62-м пункте, — это пресвятое Евангелие о славе и благодати Бога (verus thesaurus ecclesiae est sacrosanctum evangelium gloriae et gratiae Dei)», которое Бог явил на кресте (68-й тезис). В этом можно увидеть предпосылки развития протестантского принципа Sola Scriptura.
Лютер называет безумием упование на индульгенцию папы римского во всех случаях, ведь тогда можно было бы предположить возможность прощения греха обесчещения Богоматери (75-й тезис). В доказательство того, что индульгенции папы римского не обеспечивают загробного прощения, Лютер приводит утверждение, что если бы это было так, то папа римский по своей любви давно освободил бы из чистилища всех там пребывающих (8-й тезис). Лютер также не считает строительство храма св. Петра оправданием для ввода индульгенций (86-й тезис).
В заключение Лютер приводит ряд логических противоречий, к которым приводит идея спасительности индульгенций. Он делает вывод о том, что «если индульгенции проповедуются в духе и по мысли папы», то все эти противоречия сами исчезают.

### Теология креста
Последние тезисы закладывают основы теологии креста. Здесь автор говорит, что следует подражать Христу в страданиях и восходить на небо скорбями (94—95-й тезисы).

## Последствия
Опубликование «Девяноста пяти тезисов» вызвало резкую негативную реакцию в Риме и понимание немецких князей, что предопределило религиозный раскол Европы на преимущественно германских протестантов и романских католиков.
15 июня 1520 года папа Лев X издал буллу Exsurge Domine, в которой под угрозой отлучения от церкви призывал Лютера отказаться от сорока одного тезиса из девяноста пяти. Лютер не подчинился и 10 декабря 1520 года с группой немецких студентов в Виттенберге публично сжёг перед Эльстернскими воротами буллу и другие канонические законы. Через три года после выпуска тезисов тогда уже небезызвестный Мартин Лютер был отлучён от Католической церкви решением папы римского, что стало началом быстрого разветвления и большого раскола в Католической церкви. Из-за этих конфликтов вспыхнула волна религиозных конфликтов и войн в Западной Европе.